# Gyula (Vorname)
Gyula [ˈɟulɒ] ist ein ungarischer männlicher Vorname.

## Herkunft und Bedeutung
Der Name ist vermutlich türkischen Ursprungs. Seine Bedeutung ist 'Fackel'. Seit dem 10. Jahrhundert sind Personen mit diesem Namen überliefert.
Im 9. Jahrhundert war Gyula  zuvor der zweithöchste Rang eines Führers der Ungarn. 
Der Name wurde im 19. Jahrhundert wiederbelebt, als er fälschlicherweise mit dem lateinischen Namen Julius identifiziert wurde.

## Verbreitung
In Deutschland kommt der Name seit 2012 in den Hitlisten vor. Von 2010 bis 2023 wurde er rund 30 Mal gewählt. Den Namen tragen in der Schweiz 125 Personen (Stand 2023). In Österreich ist der Name seit 1995 in der Namensgebung anzutreffen. Insgesamt wurde er bis 2023 fünf Mal vergeben, das letzte Mal im Jahr 2023. In Ungarn befand sich der Name von 2000 bis zum Jahr 2019 in den Top-100, mit einer stetig fallenden Tendenz. Die beste Platzierung belegte er im Jahr 2000 mit Rang 58. Von 2000 bis 2023 wurden etwa 2.700 Jungen so genannt. Die Vergabe ist auch in Kanada nachgewiesen.

## Namensträger
- Gyula (Archon), um 952, ungarischer Anführer
- Gyula Alpári (1882–1944), ungarischer Publizist
- Gyula Andrássy (1823–1890), ungarischer Patriot und Politiker
- Gyula Andrássy der Jüngere (1860–1929), österreichisch-ungarischer Politiker
- Gyula Babos (1949–2018), ungarischer Jazzgitarrist
- Gyula Benczúr (1844–1920), ungarischer Maler
- Gyula Bóbis (1909–1972), ungarischer Ringer
- Gyula Breyer (1893–1921), ungarischer Schachspieler
- Gyula Cseszneky (1914 – nach 1970), ungarischer Adliger
- Gyula Dávid (1913–1977), ungarischer Komponist
- Gyula Emsberger (1924–2011), ungarischer Fußballschiedsrichter
- Gyula Farkas (1847–1930), ungarischer Physiker und Mathematiker
- Gyula Feldmann (1890–1955), ungarischer Fußballspieler und -trainer
- Gyula Feledy (1928–2010), ungarischer Grafiker und Künstler
- Gyula Gál (* 1976), ungarischer Handballspieler
- Gyula Grosics (1926–2014), ungarischer Fußballspieler
- Gyula Grosz (1878–1959), deutscher Arzt
- Gyula Gömbös (1886–1936), ungarischer General und Politiker
- Gyula Hernádi (1926–2005), ungarischer Schriftsteller und Drehbuchautor
- Gyula Horn (1932–2013), ungarischer Politiker
- Gyula Illyés (1902–1983), ungarischer Schriftsteller, Dichter, Übersetzer und Redakteur
- Gyula Kabos (1887–1941), ungarischer Filmkomiker
- Gyula Kakas (1875–1928), ungarischer Turner
- Gyula Kállai (1910–1996), ungarischer Politiker
- Gyula Káté (* 1982), ungarischer Boxer
- Gyula O. H. Katona (* 1941), ungarischer Mathematiker
- Gyula Kellner (1871–1940), ungarischer Leichtathlet
- Gyula Kertész (Fußballspieler) (auch Julius Kertész; 1888–1982), ungarischer Fußballspieler
- Gyula Kluger (1914–1994), ungarischer Schachspieler
- Gyula Komarnicki (1885–1975), ungarischer Bergsteiger
- Gyula Kosice (1924–2016), slowakisch-argentinischer Objektkünstler
- Gyula Kovács (Musiker) (1929–1992), ungarischer Jazzschlagzeuger
- Gyula Krúdy (1878–1933), ungarischer Schriftsteller
- Gyula Lázár (1911–1983), ungarischer Fußballspieler und -trainer
- Gyula Lóránt (1923–1981), ungarischer Fußballspieler und -trainer
- Gyula Madarász (1858–1931), ungarischer Ornithologe und Maler
- Gyula Makovetz (1860–1903), ungarischer Schachspieler und -journalist
- Gyula Mándi (1899–1969), ungarischer Fußballspieler und -trainer
- Gyula Márfi (* 1943), ungarischer Geistlicher, Erzbischof von Veszprém
- Gyula Meszlényi (1832–1905), ungarischer Geistlicher, Bischof von Satu Mare
- Gyula Molnár (Skispringer) (* 1952), ungarischer Skispringer
- Gyula Moravcsik (1892–1972), ungarischer Byzantinist
- Gyula Németh (Turkologe) (1890–1976), ungarischer Linguist und Turkologe
- Gyula Németh (Leichtathlet) (1959–2023), ungarischer Leichtathlet
- Gyula Pálóczi (1962–2009), ungarischer Weit- und Dreispringer
- Gyula Pap (Schachspieler) (* 1991), ungarischer Schachspieler
- Gyula Pápay (* 1939), ungarischer Historiker und Kartograph
- Gyula Pauer (1941–2012), ungarischer Künstler
- Gyula Polgár (1912–1992), ungarischer Fußballspieler
- Gyula Sax (1951–2014), ungarischer Schachspieler
- Gyula M. Szabó (* 1979), ungarischer Astronom
- Gyula Szalai (* 1968), ungarischer Badmintonspieler
- Gyula Szapáry (1832–1905), ungarischer Politiker
- Gyula Szőkefalvi-Nagy (1887–1953), ungarischer Mathematiker
- Gyula Thürmer (* 1953), ungarischer Politiker
- Gyula Török (Boxer) (1938–2014), ungarischer Boxer
- Gyula Tóth (Fußballspieler, 1941) (1941–2014), ungarischer Fußballspieler
- Gyula Trebitsch (1914–2005), deutsch-ungarischer Filmproduzent
- Gyula Verhovay (1849–1906), ungarischer Journalist und Politiker
- Gyula György Zagyva (* 1976), ungarischer Politiker
- Gyula Zsengellér (1915–1999), ungarischer Fußballspieler
- Gyula Zsivótzky (1937–2007), ungarischer Hammerwerfer